# كارل هارمر
كارل هارمر هو لاعب كرة قدم نمساوي، ولد في 1888 في الإمبراطورية النمساوية المجرية، وتوفي في سبتمبر 1966. لعب مع سلافيا سراييفو ‏.

## وصلات خارجية
- كارل هارمر على موقع قاعدة بيانات كرة القدم.إي يو (الإنجليزية)
- كارل هارمر على موقع ناشيونال فوتبول تيمز (الإنجليزية)
- كارل هارمر على موقع عالم كرة القدم.نت (الإنجليزية)